# Circum-Superior Belt

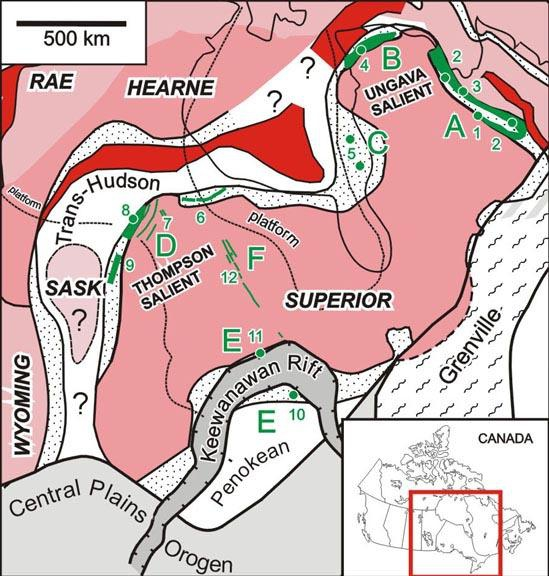
Mappa del Circum-Superior.

Il Circum-Superior (Circum Superior Belt in Inglese) è una grande provincia ignea paleoproterozoica situata nello Scudo canadese. Si estende per oltre 3.400 km andando dal nordest del Manitoba attraverso l'Ontario e il sud del Nunavut fino al Québec settentrionale. Le rocce ignee del Circum-Superior hanno una composizione femica e ultrafemica, e sono depositate nel Labrador Trough, vicino alla Baia di Ungava, nella Cape Smith Belt, vicino alle sponde meridionali dello Stretto di Hudson, e lungo le coste orientali della Baia di Hudson. Il Circum-Superior ospita inoltre un raro esempio di roccia vulcanica nota come komatiite.
Nel Circum-Superior sono presenti elementi magmatici - come dicchi e sillis - e vulcanici, che comprendono diverse formazioni geologiche. Quest'area geologica è considerata una larga provincia ignea poiché le sue rocce magmatiche si sono depositate durante un tempo geologico estremamente breve. Nonostante ciò è probabile che il magma depositato derivi da diverse fonti separate.
Gran parte del Circum-Superior giace lungo il margine del Cratone Superiore, che è il più esteso frammento della crosta terrestre archeana. Il Circum-Superior comprende due grandi distretti minerari di rame e nichel.